# Sabeth Pérez

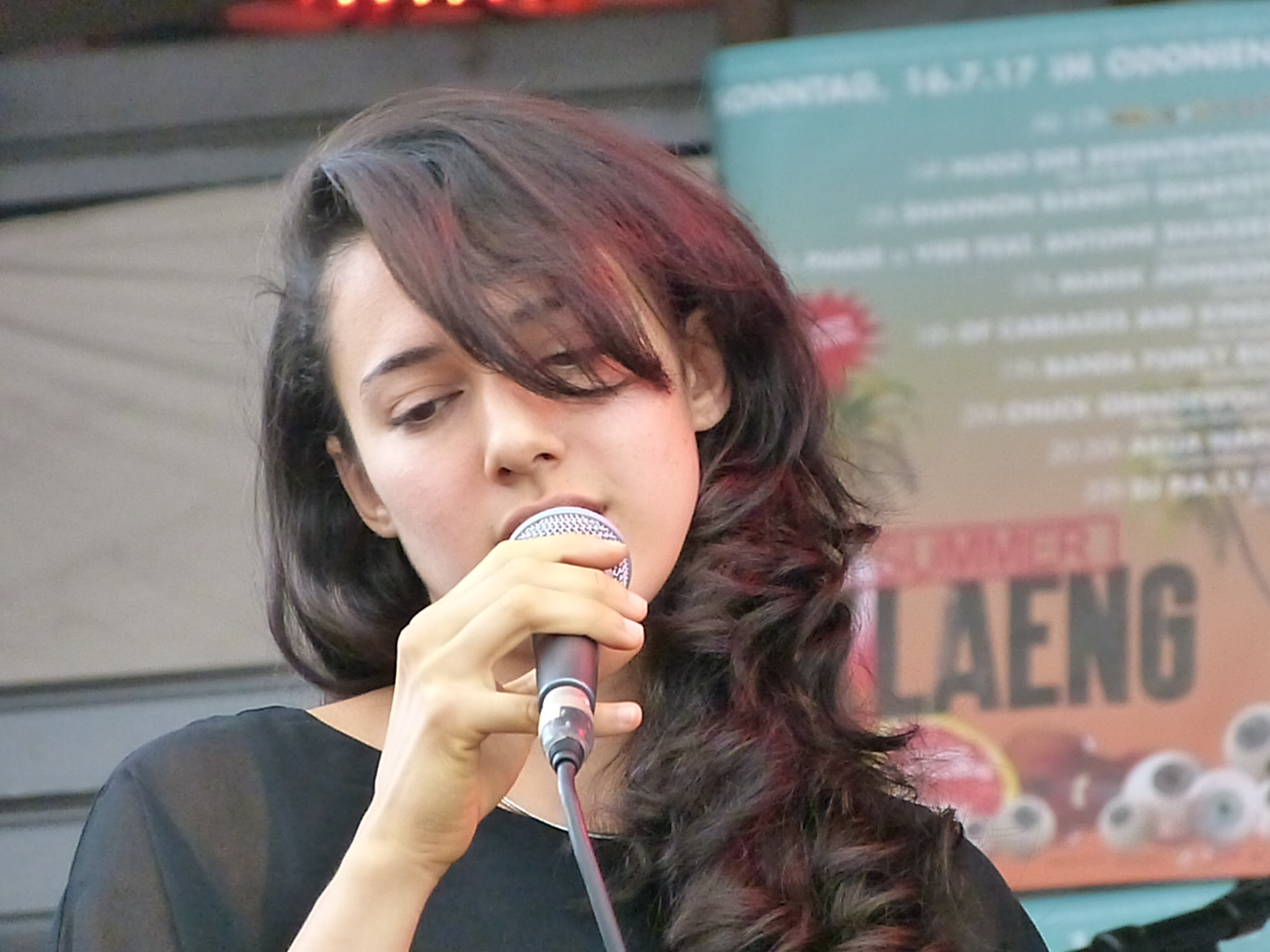
Sabeth Pérez (2017 im Konzert mit Veronika Morscher, Rebekka Ziegler und Laura Totenhagen beim KLAENG-Festival im Odonien)

Sabeth Pérez (* 11. April 1992) ist eine deutsch-argentinische Jazzmusikerin (Gesang, Komposition).

## Leben und Wirken
Pérez, deren Vater der Komponist Gabriel Pérez ist, wuchs zunächst mit traditioneller argentinischer Musik auf. In Köln und Weimar studierte sie an den Musikhochschulen bei Michael Schiefel, Fay Claassen, Jeff Cascaro, Anette von Eichel und Hubert Nuss. Als Mitglied des Jugendjazzorchester NRW und des Bundesjazzorchesters, aber auch in Konzerten und Aufnahmen mit dem Cologne Contemporary Jazz Orchestra, der WDR Big Band Köln, der hr-Bigband, dem Sunday Night Orchestra, dem EOS Kammerorchester und der Jungen Kammerphilharmonie NRW sammelte sie früh einschlägige Erfahrungen. Daneben gründete sie ihr eigenes Quartett sowie gemeinsam mit den Sängerinnen Veronika Morscher, Rebekka Ziegler und Laura Totenhagen (und Rhythmusgruppe) die Band Of Cabbages and Kings. In das Quintett von Marc Doffey, dem sie seit 2015 angehörte, brachte sie eigene Kompositionen ein; sie gewann mit der Band den Saar Jazzpreis 2015, den Jungen Deutschen Jazzpreis 2016 und den Jungen Münchner Jazzpreis 2016. Weiterhin ist sie an Aufnahmen mit Minino Garay, Gustavo Beytelmann und Adi Meyerson beteiligt.

## Diskographische Hinweise
- Adi Meyerson: I Want to Sing My Heart Out in Praise of Life (2021)
- Jin Pureum: The Real Blue (Cellar Live 2019)
- Marc Doffey Quintett: Taking Direction (Mons Records 2016, mit Bertram Burkert, Thomas Kolarczyk und Fabian Rösch)
- Bujazzo: Groove and the Abstract Truth (Double Moon Records 2015)
- Gabriel Pérez & The SoundTrip Orchestra feat. Chris Potter, Luciano Biondini & Afra Mussawisade: Guaraní (2015)
- Gabriel Pérez & Cologne Contemporary Jazz Orchestra, feat. David Liebman: La Banda Grande: Música Argentina para Big Band. Música Argentina Vol. 3 (2008)